# Quercus rosacea
Quercus rosacea là một loài thực vật có hoa trong họ Cử. Loài này được Bechst. miêu tả khoa học đầu tiên năm 1813.